# Salih Mirzabeyoğlu

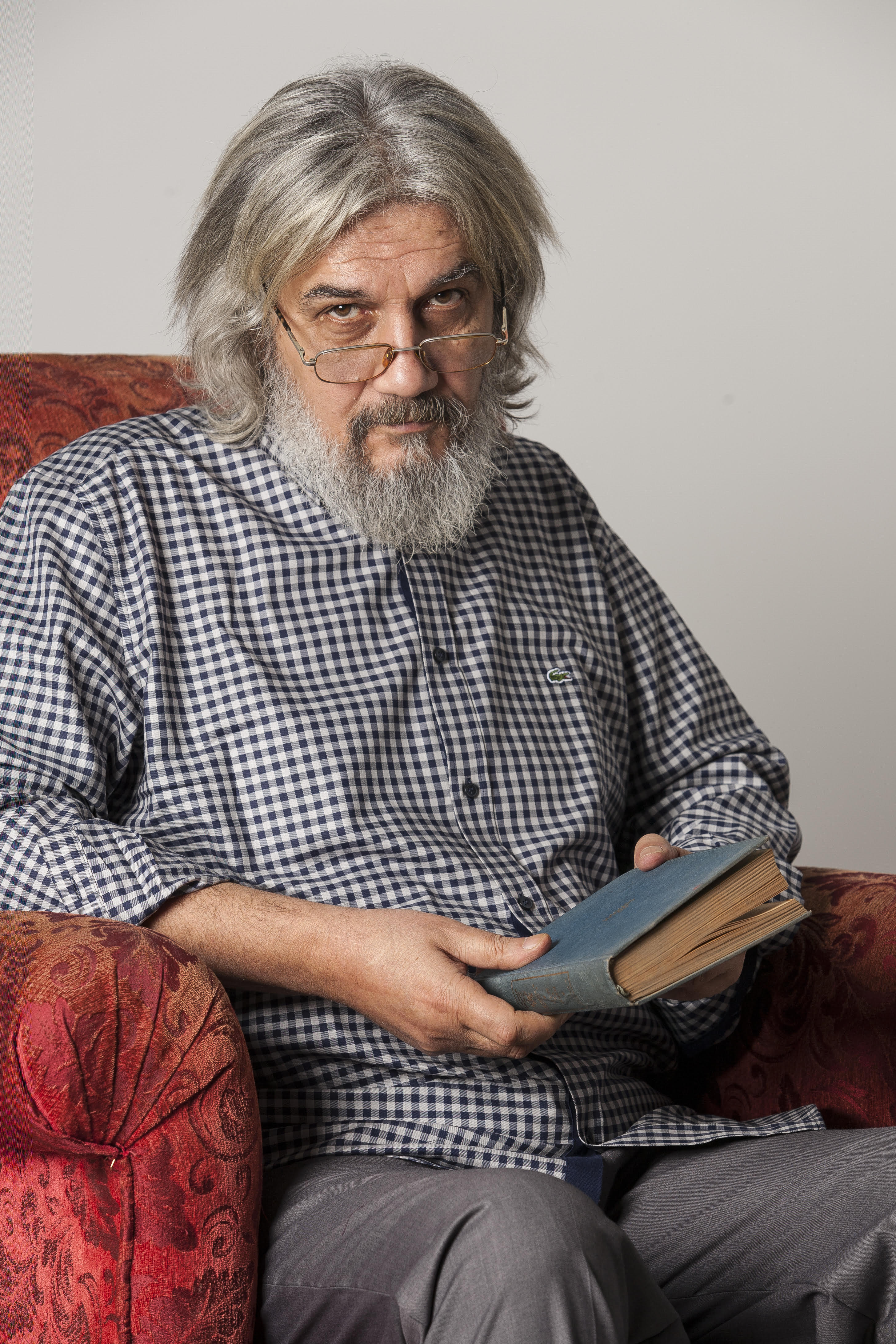
Salih Mirzabeyoğlu

Salih İzzet Erdiş – alias Salih Mirzabeyoğlu – (* 10. Mai 1950 in Erzincan; † 16. Mai 2018 in Yalova) gilt mit seinen im Verlag „İbda“ veröffentlichten Werken als der geistige Führer der militant-islamistischen Organisation İBDA-C (türkisch: İslamî Büyük Doğu Akıncıları Cephesi).

## Lebenslauf
Der aus einer kurdischen Familie stammende Salih Mirzabeyoğlu wurde in der Provinz Erzincan geboren. Grundschule, Mittelschule und Gymnasium besuchte er in Eskişehir. Im Alter von 15 Jahren lernte er den Dichter Necip Fazıl Kısakürek kennen, der besonders durch seine politisch-ideologischen Schriften Bekanntheit erlangte. Kısakürek hatte großen Einfluss auf das Denken Mirzabeyoğlus. Durch Kısakürek wurde Mirzabeyoğlu auch in den Sufi-Orden der Naqschbandi initiiert.
Mitte der 70er Jahre schloss sich Mirzabeyoğlu der Jugendorganisation „Akıncılar Derneği“ (Verein der Vorkämpfer) der Nationalen Heilspartei (MSP) an. Nachdem Kısakürek sich Ende der 70er Jahre von der Partei distanzierte, schloss sich der von Mirzabeyoğlu gegründete Akıncı-Güç Kreis bedingungslos der Linie des Dichters an und brach mit der Partei Necmettin Erbakans. Nach dem Militärputsch vom 12. September 1980 wurde auch der islamistische Kreis um Mirzabeyoğlu weitgehend zerschlagen. Viele Aktivisten kamen in Haft. Der zentrale Prozess in Ankara hatte 140 Angeklagte. Mirzabeyoğlu selbst wurde von der Militärjunta gesucht, konnte sich aber im Untergrund verbergen. 1984 gründete Mirzabeyoğlu den Verlag „İbda“ (Begriff aus der osmanischen Sprache, in Deutsch etwas „Neuschöpfung“). Die Presse soll daraus die Abkürzung İBDA (türk.: İslamî Büyük Doğu Akıncıları) gemacht haben. Mirzabeyoğlu konzentrierte sich auf seine schriftstellerische Tätigkeit, während sich Sympathisanten, teilweise illegal, als İBDA-Cepheleri (İBDA-Fronten) organisierten.
Im Februar 1991 wurde Mirzabeyoğlu verhaftet. Die türkische Justiz legte ihm nach Artikel 163 des damals gültigen Strafgesetzes anti-laizistische Bestrebungen zur Last. Nach 4 Monaten Untersuchungshaft kam Mirzabeyoğlu aufgrund einer Gesetzesänderung wieder frei.

## Verhaftung und Verurteilung
Salih İzzet Erdiş – alias Salih Mirzabeyoğlu – wurde im Dezember 1998 verhaftet und im April 2001 nach Art. 146/1 a.F. des türkischen StGB wegen des Versuchs, die verfassungsmäßige Ordnung mit Gewalt zu stürzen, zum Tode verurteilt. Diese Strafe wurde 2004, als die Türkei die Todesstrafe abschaffte, in erschwerte lebenslange Haft umgewandelt. Mirzabeyoğlu, der im Typ-F-Gefängnis in Bolu in Einzelhaft gehalten wurde und von seinen Anhängern als Held verehrt wird, wurde nach Wiederaufnahme des Verfahrens am 22. Juli 2014 aus der Haft entlassen.

## Ideologie
Mirzabeyoğlu verwendet eine grobe und verletzende Sprache und hängt einem ausgesprochenen Elitedenken an. Ruşen Çakır bezeichnet ihn aus diesem Grunde als „Aristokraten der Problemviertel“. Mirzabeyoğlu verficht das Konzept eines sunnitisch-islamischen Staates in Anatolien. Dieser islamische Staat wird als natürlicher Nachfolger des Seldschukischen und Osmanischen Reiches aufgefasst. Mirzabeyoğlu sieht in einer aristokratisch geprägten Administration das beste politische Vehikel zur Umsetzung islamischer Prinzipien. Oligarchie, Demokratie und Anarchie etc. seien lediglich Entartungs- und Verfallsformen des Idealzustands. Geführt wird dieser „Staat der Haupterhabenheit“ (tr: başyücelik devleti) durch einen Haupterhabenen (tr: başyüce), der durch den „Rat der Erhabenen“ (tr: yüceler kurultayı) gewählt wird.
Die türkischen Zeitschrift Tempo berichtete unter dem Verweis auf ein Werk von Mirzabeyoğlu, dieser habe sich „offiziell zum Mahdi“ ausgerufen. Bei besagtem Werk (Furkan – Lûgat-ı Salihûn, deutsch in etwa: „Wörterbuch der Aufrechten“) handelt es sich um eine Abhandlung über Numerologie und Etymologie. Darin setzt Mirzabeyoğlu seinen Namen bzw. seine angeblichen sufischen Titel immer wieder mit dem Titel „Mahdi“ gleich. Zentrales Thema vieler Beiträge ist die Bewusstseinskontrolle. Mirzabeyoğlu sieht sich als Opfer einer Technologie, die in der Lage ist, sein Bewusstsein zu kontrollieren.
Mirzabeyoğlu hat über 50 Schriften verfasst. Einige Titel (mit Übersetzung der Titel):
- Bütün Fikrin Gerekliliği – İktidar Siyaset Hareket (Die Notwendigkeit ganzheitlichen Denkens – Macht, Politik und Bewegung)
- İstikbâl İslâmındır – Denenmemiş Tek Nizam (Der Zukunft gehört dem Islam – Die einzig unerprobte Ordnung)
- Tilki Günlüğü (Tagebuch des Fuchses, sechsbändig)
- Başyücelik Devleti -Yeni Dünya Düzeni (Der Aristokraten-Staat – Die neue Weltordnung)
- Telegram – Zihin Kontrolü (Telegramm – Bewußtseinskontrolle)
- Parakutâ – Para'nın Romanı (Parakutâ – Roman des Geldes)
- Yağmurcu – Gerçekliğin Peşinde (Der Regenmacher – Auf der Spur der Wirklichkeit)
- Hukuk Edebiyatı – Nizam ve İdare Ruhu (Gesetzesliteratur – Ordnung und Geist der Verwaltung)
- İşkence – Hukuk ve Hûk (Folter – Justiz und Schweinereien)
- Şiir ve Sanat Hikemiyatı – Estetik ve Ahlâk (Weisheit von Poesie und Kunst – Ästhetik und Ethik)
- İktisat ve Ahlâk – İktisada Giriş (Volkswirtschaft und Ethik – Einleitung in die Volkswirtschaft)
- Hikemiyat – Tefekkür ve Hikmet (Weisheit – Denken und Weisheit)
- Kavgam – Necip Fazıl (Mein Kampf – Necip Fazıl, 2-bändig)
- Marifetname – Süzgeç ve Şekil (Das Buch der Erkenntnis – Filter und Form)
- Dil ve Anlayış – Dil ve Diyalektik (Sprache und Verständnis – Sprache und Dialektik)
- İslama Muhatap Anlayış – Teorik Dil Alanı (Das Verständnis in Bezug zum Islam – Der theoretische Sprachsektor)
- Necip Fazıl'la Başbaşa – İntibâ ve İlhâm (Alleine mit Necip Fazil – Eindruck und Inspiration)
- Kültür Davamız – Temel Meseleler (Unsere Angelegenheit der Kultur – Grundlegende Fragestellungen)
- İdeolocya ve İhtilâl – Kavganın İçinden (Ideologie und Revolution – Inmitten des Kampfes)
- Yaşamayı Deneme – KİM'in Romanı (Versuchen zu Leben – Der Roman des KİM)